# Ohne Warum – live
Ohne Warum – live ist die Live-Version des gleichnamigen Studioalbums (2015) des Sängers und Liedermachers Konstantin Wecker aus dem Jahre 2016.

## Inhalt
Ohne Warum – live ist das 14. Livealbum Weckers. Von den 15 Titeln schrieb er Text und Musik zu elf Liedern, darunter sind auch ältere Lieder. So war das Lied Vaterland bereits auf dem gleichnamigen Album von 2001, Wenn unsere Brüder kommen auf dem Album „Wecker“ (1982). Auch das Eröffnungslied Es ist schon in Ordnung stammt aus den 1980er Jahren.
Vom Glück des Gebens ist Weckers Vertonung des Brechtgedichts. Zwei weitere Gedichte vertont Wecker und fügt noch einige Strophen hinzu: Novalis und Der Krieg von Georg Heym. Das Publikum bezieht er vor allem bei Die Gedanken sind frei von Hoffmann von Fallersleben mit ein, auch hier bearbeitet er Text und Musik.
Die CD enthält fünf Ansagen Weckers.

## Titelliste
1. Es ist schon in Ordnung – 5:41
2. Ansage: Begrüßung – 1:24
3. Novalis – 3:28
4. Vaterland – 4:52
5. An meine Kinder – 3:55
6. Eins mit deinem Traum – 3:16
7. Ansage: Georg Heym – 1:03
8. Der Krieg – 5:07
9. Fast ein Held – 1:57
10. Wenn unsere Brüder kommen – 2:20
11. Ansage: Frau Petry singt – 0:52
12. Die Gedanken sind frei – 4:59
13. Heiliger Tanz – 4:14
14. Auf der Suche nach dem Wunderbaren – 3:18
15. Gefrorenes Licht (für Hans-Peter Dürr) – 4:11
16. Ansage: Denkt mit dem Herzen – 1:43
17. Ich habe einen Traum – 3:47
18. Vom Glück des Gebens – 2:34
19. Ansage: Angelus Silesius – 0:57
20. Ohne Warum (sunder warumbe) – 6:45

## Produktion
Aufgenommen wurde das Album von Friedrich Störmer und fischer auf der Tournee 2016. Außer der Tournee Ohne Warum 2015 baute auch die Tournee 2016 Revolution in großen Teilen auf diesem Album auf. Die musikalische Leitung hatte Jo Barnikel. Die Abmischung übernahm Friedrich Störmer, das Mastering Andi Bukelini. Produziert wurde es von fischer.
Die Fotos zum Album stammen von Thomas Karsten.

## Quelle
Booklet „Ohne Warum – live“